# 炸糕
炸糕，是北京、天津两地人民愛吃的面食，常做早點。

## 概述
由元朝蒙族人的饮食沿袭下来，成为北京天津地区的饮食文化。炸糕有以下幾種：
- 奶油炸糕（以面粉、白糖、奶油、鸡蛋等制成饼装油炸，比如北京东来顺饭庄[2]）
- 黃米麵炸糕（以黄米、豆馅为主料）[3]
- 江米麵炸糕，江米粉加入适当发酵面、成团面，做成小剂压扁，中间包裹桂花、红小豆馅，温油中油炸。外脆里内，呈金黄色[4]。
- 燙麵炸糕，把水烧开后，倒入面粉搅拌均匀，面烫好后出锅分成大块，摊开晾凉，对上发面和适量碱面，揉匀揪成小剂，摁扁，包上用红糖、桂花、面干拌匀制成的馅儿，用温油炸[5]。
- 耳朵眼炸糕，天津著名小吃，是天津的“三绝”食品之一。

## 相关
- 油炸糕